# Tápvonal
A tápvonal egy olyan eszköz, amely elektromos jelet visz át két szerkezeti egység között. Feladata, hogy a jelet minél kisebb veszteséggel továbbítsa anélkül, hogy azt a környezetébe sugározná.

## Tápvonaltípusok

### Tápvonaltípusok frekvenciaátvitel alapján
Frekvenciaátvitel alapján kétféle tápvonalat különböztetünk meg, hangolt és hangolatlan tápvonalat.

#### Hangolt tápvonal
A hangolt tápvonal csak egy nagyon keskeny frekvenciatartományt képes átvinni, egy keskenyebb sávot, sávrészt, vagy egy csatornát.
- Az átviteli tartományában gyakorlatilag veszteség nélküli átvitelre képes.
- Az átviteli tartományon kívül nem továbbít zavarójelet.

#### Hangolatlan tápvonal
A hangolatlan tápvonal bármilyen frekvenciájú jelet átvisz. Általában egy felső határfrekvenciáig használható, ahol még elfogadható veszteséggel képes továbbítani a jelet.

### Tápvonaltípusok a megtáplálási mód alapján
Megtáplálás módja alapján kétféle tapvonalat különböztetünk meg: szimmetrikus és aszimmetrikus tápvonalat.

#### Aszimmetrikus tápvonalak
Aszimmetrikus megtáplálásról akkor beszélünk, amikor egy vezetékpár egyik erén a jel továbbítódik, a másik éren pedig a két szerkezeti egység földpontja van összekapcsolva. Amelyik éren a két földpont van összekapcsolva, az az ér általában az árnyékolás szerepét is betölti.
A jelet továbbító eret meleg érnek, a földpontot átvivő eret hideg érnek nevezzük.

#### Szimmetrikus tápvonalak
Szimmetrikus megtáplálásról akkor beszélünk, amikor az egyik érpáron a jel továbbítódik, a másik érpáron pedig a jel tükörképe, vagy vívőfrekvenciás jel esetén a jel 180°-os fázistolással.

## Tápvonalak csoportosítása
|             | Szimmetrikus                                                      | Aszimmetrikus                      |
| ----------- | ----------------------------------------------------------------- | ---------------------------------- |
| Hangolt     | - rövidzáras érpár                                                | - csőtápvonal                      |
| Hangolatlan | - párhuzamos érpár - szalagkábel - sodrott érpár - Lecher-vezeték | - koaxiális kábel - Goubau-vezeték |

## Tápvonalak általános jellemzői

### A tápvonal hullámimpedanciája
A tápvonalaknál a gyártó a katalógusban megadja ezt a paramétert. Jele: Z0 .
Ha ismeretlen kábellel dolgozunk, akkor reaktancia mérésére alkalmas mérőműszer segítségével meg tudjuk határozni ezt a paramétert. Először kapacitást mérünk a két ér között, majd rövidre zárjuk a kábel másik végét, és induktivitást mérünk. A két mért értékből kiszámíthatjuk a kábel hullámellenállását:
{\displaystyle Z_{0}={\sqrt {\frac {L}{C}}}}
- Z0 - A kábel hullámellenállása (Ω)
- L - Mért induktivitás
- C - Mért kapacitás

Az L és C értékét egyforma prefixummal kell számolni.

### A tápvonal vesztesége
A tápvonalaknál a gyártó a katalógusban megadja ezt a paramétert. Jele: A.
Legtöbbször dB/100m értékben adja meg, adott frekvenciákon. Ha más méretre és más frekvenciára kell kiszámítanunk, a következő képletet használhatjuk:
{\displaystyle A=A_{kat}{\sqrt {\frac {f}{f_{kat}}}}{\biggl (}{\frac {l}{l_{kat}}}{\biggr )}}
Ha nem logaritmikus értékben van megadva a csillapítás akkor a következő képletet kell használni:
{\displaystyle A=A_{kat}^{{\sqrt {\frac {f}{f_{kat}}}}{\biggl (}{\frac {l}{l_{kat}}}{\biggr )}}}
- Akat - a katalógusban megadott csillapítás
- fkat - a katalógusban megadott frekvencia
- lkat - a katalógusban megadott vezetékhossz
- A - csillapítás
- f - üzemi frekvencia
- l - vezetékhossz

### A rövidülési tényező
A tápvonalaknál a gyártó a katalógusban megadja ezt a paramétert. Jele: k.
A tápvonalak rövidülési tényezője elsősorban a két vezeték közötti dielektrikum anyagátó függ.
{\displaystyle k={\frac {1}{\sqrt {\epsilon _{r}}}}}
Általában a tömör műanyag dielektrikumú kábeleknek 0.66-os rövidülése van, a habosított műanyaggal készített kábeleknek 0.8, levegőben megvalósított párhuzamos érpáré 0.95 körüli.

## Tapvonalak egyéb felhasználása[2]

### Tápvonal mint reaktáns elem
A tápvonal hosszának növelésével
- növekszik a párhuzamos kapacitása
- növekszik a soros induktivitása

Mivel a tápvonal hosszának növelésével növekszik az induktivitás, ezáltal az induktív reaktancia (XL) is, továbbá a hossz növelésével növekszik a kapacitás, azaz a kapacitív reaktancia (XC) fordított arányosságban osztódik, belátható, hogy lesz olyan tápvonalhossz, ahol X = XL - XC éppen nulla lesz. Ez éppen a rövidülési tényezővel szorzott negyedhullámú csonk. Ekkor
- a szakadással lezárt végű tápvonal esetében kialakul egy soros rezgőkör.
- a rövidzárral lezárt végű tápvonal esetében kialakul egy párhuzamos rezgőkör.

| Hossz                                                           | Nyitott tápvonalvég | Rövidrezárt tápvonalvég |
| --------------------------------------------------------------- | ------------------- | ----------------------- |
| {\displaystyle l<k{\frac {\lambda }{4}}}                        | kapacitás           | induktivitás            |
| {\displaystyle l=k{\frac {\lambda }{4}}}                        | soros rezgőkör      | párhuzamos rezgőkör     |
| {\displaystyle k{\frac {\lambda }{4}}<l<k{\frac {\lambda }{2}}} | induktivitás        | kapacitás               |
| {\displaystyle l=k{\frac {\lambda }{2}}}                        | párhuzamos rezgőkör | soros rezgőkör          |

### Impedancia invertálás
Ha a {\displaystyle k{\frac {\lambda }{4}}} hosszúságú tápvonal végét
- rövidrezárjuk, akkor a bemenet felöl szakadást mutat,
- nyitva hagyjuk, akkor kis impedanciát mutat
- hullámimpedanciájával zárjuk, akkor a bemeneten is a hullámimpedancia értékét mutatja

### Impedancia tükrözés
A {\displaystyle k{\frac {\lambda }{2}}}  hosszúságú tápvonal úgy is felfogható, mint kettő {\displaystyle k{\frac {\lambda }{4}}} hosszúságú egymással szembe kötött tápvonal. Érdekes tulajdonsága, hogy a tápvonal belsejében alakulnak ki a feszültség- és árammaximumok, a félhullámú tápvonal két végén ugyanaz az impedancia látszik.
A tápvonalaknak ez a működése lehetővé teszi, hogy két egyforma impedanciájú szerkezeti egységet ilyen módon össze tudunk kapcsolni tetszőleges hullámimpedanciájú tápvonallal, az alábbi megkötésekkel:
- csak adott frekvencián, vagy annak egész számú többszörösén áll fenn ez a működés
- szállítási veszteséget okoz, annál nagyobbat, minél inkább eltér az összekötőkábel hullámimpedanciája az összekötött szerkezeti egységek impedanciájától
- a kábelnek nagyobb feszültségeket és áramokat kell elviselnie, annál nagyobbakat, minél inkább eltér a hullámimpedanciája az összekötött szerkezeti egységek impedanciájától.

### Párhuzamosan kapcsolt tápvonalak
Ha n darab Z0 hullámimpedanciájú tápvonalat párhuzamosan kapcsolunk, akkor az eredő hullámimpedanciájuk {\displaystyle {\frac {Z_{0}}{n}}} lesz.

### A tápvonal mint fázistoló
Mivel a jelnek a tápvonalon történő áthaladásához idő kell, így a tápvonal alkalmas fázistolásra.
{\displaystyle \phi ={\frac {360kl}{\lambda }}}